# ГЕС Банкерон
ГЕС Банкерон (фр. Bancairon) — гідроелектростанція на південному сході Франції. Розташована між ГЕС Valabres та ГЕС Courbaisse-Egleros, становить верхній ступінь в каскаді на річці Тіне (ліва притока Вару, який впадає у море на західній околиці Ніцци), що дренує Приморські Альпи.
Ресурс для роботи ГЕС надходить від розташованої вище по долині станції Valabres, доповнюючись по дорозі із водозабору на Vionène (права притока Тіне).
Машинний зал, первісно обладнаний у 1929 році п'ятьма турбінами типу Пелтон, переоснастили в 1954-му двома турбінами типу Френсіс загальною потужністю 52 МВт, які при напорі у 315 метрів забезпечують виробництво 250 млн кВт-год електроенергії на рік.
Відпрацьована вода відводиться до нижнього балансуючого резервуару, звідки, поповнена з водозабору на Тіне, спрямовується на ГЕС Courbaisse-Egleros.